# Bardoňovo
Bardoňovo é um município da Eslováquia, situado no distrito de Nové Zámky, na região de Nitra. Tem 23,81 km² de área e sua população em 2018 foi estimada em 687 habitantes.

## Demografia
| Ano:        | 1994 | 2004   | 2014    | 2024   |
| ----------- | ---- | ------ | ------- | ------ |
| Broj ljudi: | 953  | 876    | 750     | 689    |
| Razlika:    |      | -8,07% | -14,38% | -8,13% |

| Ano:               | 2023 | 2024   |
| ------------------ | ---- | ------ |
| Número de pessoas: | 657  | 689    |
| Diferença:         |      | +4,87% |